# Другата България
Другата България е политическа партия в България, която заявява че представлява българските емигранти, в основата ѝ са ценностите и принципите на либералната демокрация. Партията е учредена на 22 март 2009 година, регистрирана на 29 април, за неин председател е избран Божидар Томалевски. Към 8 май 2009 година партията има изградени структури в 26 държави и се твърди, че има около 21 000 членове.

## Мисия
Основна цел на Инициативния комитет на „Другата България“ е обединяване на българската емигрантска общност по света.
Основна цел на партията е изготвяне на дългосрочна държавна политика, подпомагаща българите, живеещи извън националните граници. Същата ще бъде изцяло фокусирана и насочена към разрешаването на проблеми на диаспората по нейното местонахождение.

## Цели
Целите на ПП „Другата България“ са:
1. Осигуряване и провеждане на прозрачно и почтено държавно и общинско управление на всички нива, насочено към интересите на отделния гражданин, държавата и обществото; Подобряване жизнения стандарт на българските граждани; Осигуряване на данъчна и преразпределителна държавна политика, насочена към стимулиране и подпомагане на предприемаческата инициатива на всички български граждани, привличане на чуждестранни инвестиции.
2. Разработване на дългосрочна държавна политика за защита на националните и граждански права на българските граждани, постоянно живеещи извън географските предели на Република България, съобразена с тяхното местонахождение.
3. Използване на социалния статус и потенциала на българите зад граница за организиране на българско лоби в държавите по света.
4. Въвеждане на електронно гласуване с цел осигуряване на равни гласоподавателни права и парламентарно представителство на всички български граждани, независимо дали живеят на теиторията на Република България или в чужбина. Предоставяне на по-достъпен и улеснен начин за гласуване както и стимулиране на избирателната активност.
5. Създаване на база данни на задграничния български потенциал и обединяването му в мултифункционални помощни центрове с оглед подпомагането на наши сънародници, търсещи работа по света.
6. Реформиране на българското здравеопазване- и привеждането му в съответствие с най-високите европейски и световни стандарти, както и предприемане на действия на национално и наднационално ниво за постигане целите на „Бялата книга“ на Европейската комисия: Together for Health: A Strategic Approach for the EU 2008 – 2013 с цел създаване на унифициран режим на социална защита и здравеопазване за всички български граждани, живеещи извън пределите на нашата родина и в границите на ЕС.
7. Разработване на комплексна политика за уеднаквяване на социалната защита и общ осигурителен режим на здравеопазване в рамките на Европейския съюз.
8. Уеднаквяване на българските образователни програми с европейските и международни стандарти;
9. Европейско признаване на индивидуалните пенсионни права. Стриктно прилагане на европейските и международни норми за прослужено време; Увеличаване размера на пенсиите и подобряване на статуса на българските пенсионери, с активното управление на пенсионните фондове по примера на други държави.
10. Оптимизиране работата на трудовите аташета и дипломатически мисии по места с цел легализирането и признаването на трудов стаж на лица, ангажирани конкретно в Гърция, Испания и други държави.
11. Предприемане на политически мерки за гарантиране и осигуряване на българските граждани на равен достъп до европейските трудови пазари и премахване на съществуващите мораториуми спрямо тях.
12. Легитимиране и политическа идентификация на българите в чужбина чрез и признаването им като малцинства в държавите по пребиваване.